# Günter Kleinjohann

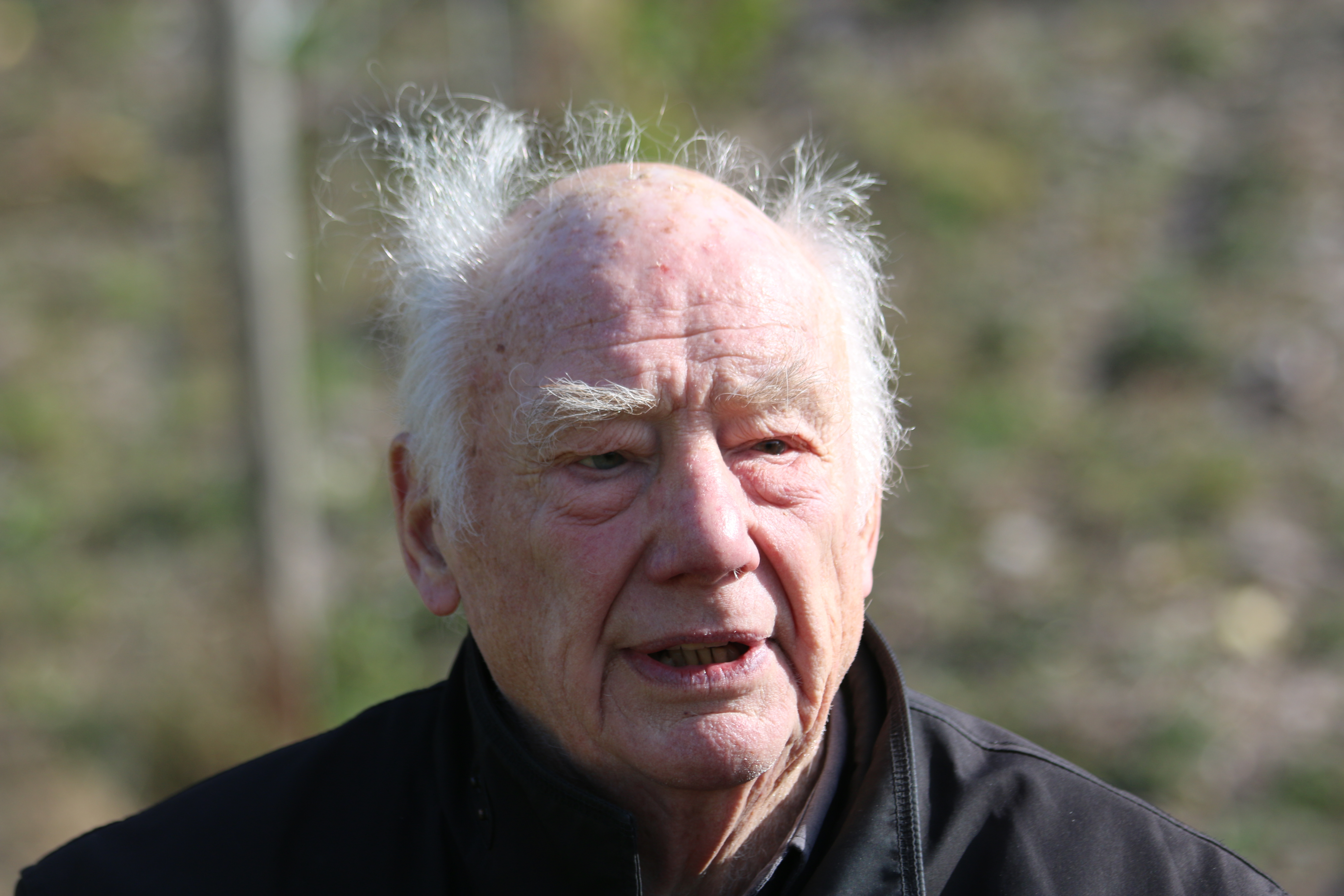
Günter Kleinjohann 2016

Günter Kleinjohann (* 13. Oktober 1926 in Dortmund; † 4. März 2021 in Trier) war ein deutscher Architekt und Professor für Architektur der Hochschule Trier.

## Leben und Ausbildung
Nach Jugend- und Schulzeit am Bismarck-Realgymnasium in Dortmund, Teilnahme am Zweiten Weltkrieg (1943–1945) als Flakhelfer und Abitur (1947) studierte Kleinjohann von 1948 bis 1953 Architektur an der Universität Stuttgart und an der RWTH Aachen bei Rudolf Schwarz, Hans Schwippert und Rudolf Steinbach.
Nach Abschluss als Dipl.-Ing. an der RWTH begann Kleinjohann 1957 im Architekturbüro Rudolf Schwarz in Köln und arbeitete eng mit Rudolf und Maria Schwarz zusammen. 1960 erhielt Kleinjohann eine Berufung als Dozent an die Staatliche Ingenieur Schule für Bauwesen in Trier und lehrte an der späteren Fachhochschule, heute Hochschule Trier, von 1972 bis 2016 als Professor für Entwerfen und Baugeschichte. Von 1960 bis 2000 führte Kleinjohann ein Architekturbüro in Trier, mit dem er zahlreiche Architektur-Wettbewerbe gewann und in Rheinland-Pfalz, Hessen und im Saarland Kirchen, Gemeindezentren und Kindergärten sowie Wohn- und Verwaltungsgebäude entwarf und baute. Zu den wichtigsten Bauten Kleinjohanns zählen das Verwaltungsgebäude der Stadtwerke Trier, die Hangbebauung „Auf der Hill“ in Trier mit 75 Einfamilienhäusern, die um kleine Plätze herum angesiedelt sind, und das Pfarr- und Gemeindezentrum mit Kirche „Christkönig“ in Saarlouis-Roden (1966–1968), das als Meilenstein der Betonmoderne („Brutalismus“) der 1960er Jahre gilt und unter Denkmalschutz steht.

## Ehrenamtliche Tätigkeit
Kleinjohann war Mitglied in zahlreichen Wettbewerbs-Jurys und Beiräten, u. a. in der Bischöflichen Baukommission des Bistums Trier, des Denkmalrates der Stadt Trier, Mitglied des Bundes Deutscher Architekten (BDA), von 1977 bis 2002 Vorstandsmitglied der Architektenkammer Rheinland-Pfalz für den Wahlbezirk Trier und seit 2001 Ehrenmitglied der Architektenkammer Rheinland-Pfalz. 1989 wurde Kleinjohanns Wirken als Architekt mit dem Staatspreis für Architektur und Bildende Kunst des Landes Rheinland-Pfalz gewürdigt.

## Bauwerke (Auswahl)

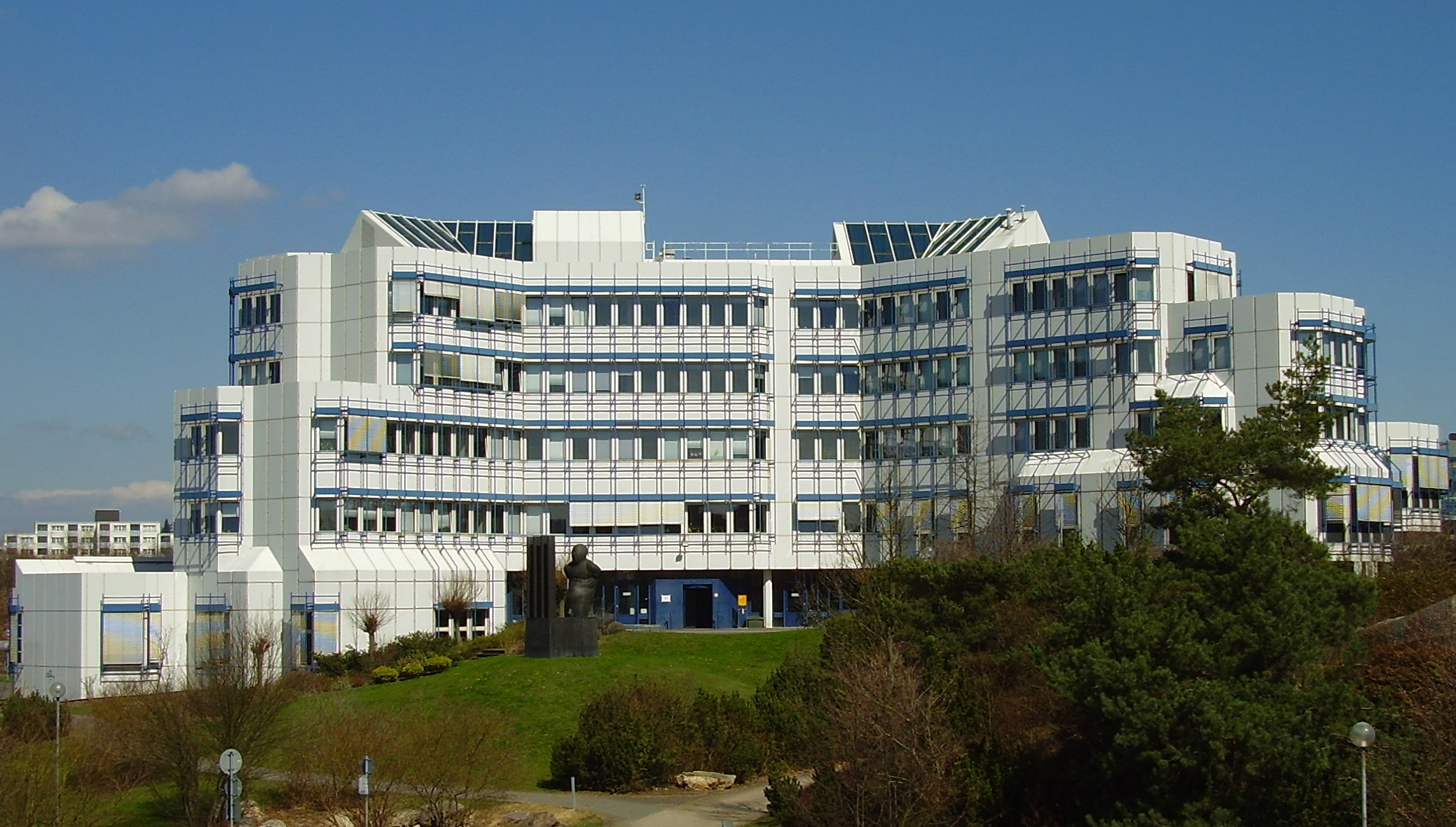
Psychologie-Gebäude Universität Trier in Trier-Tarforst

1960 Gemeindezentrum St. Barbara, Idar-Oberstein

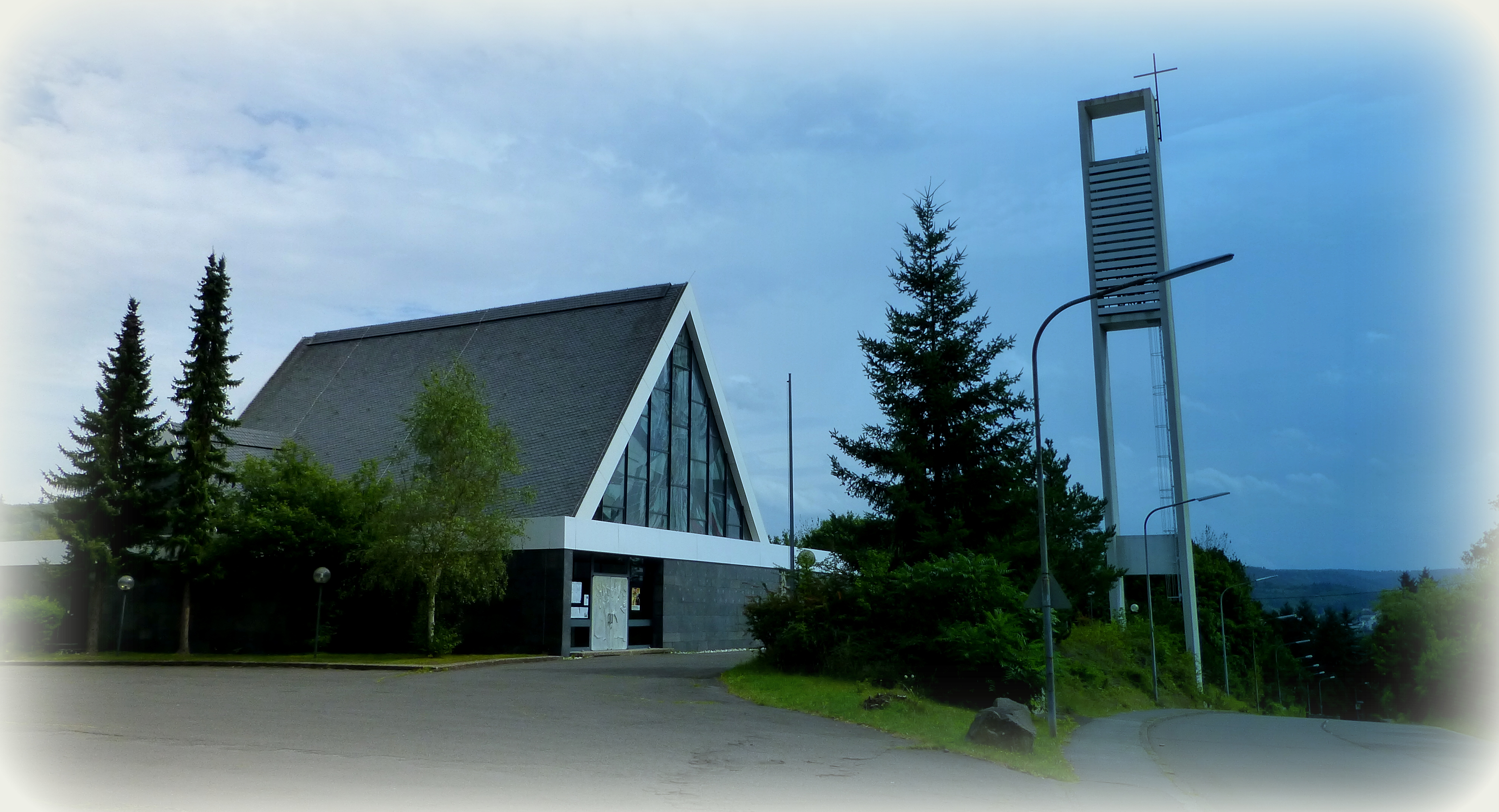
Katholisches Gemeindezentrum St. Barbara in Idar-Oberstein

1964 Pfarrkirche und Kindergarten, Emmersweiler

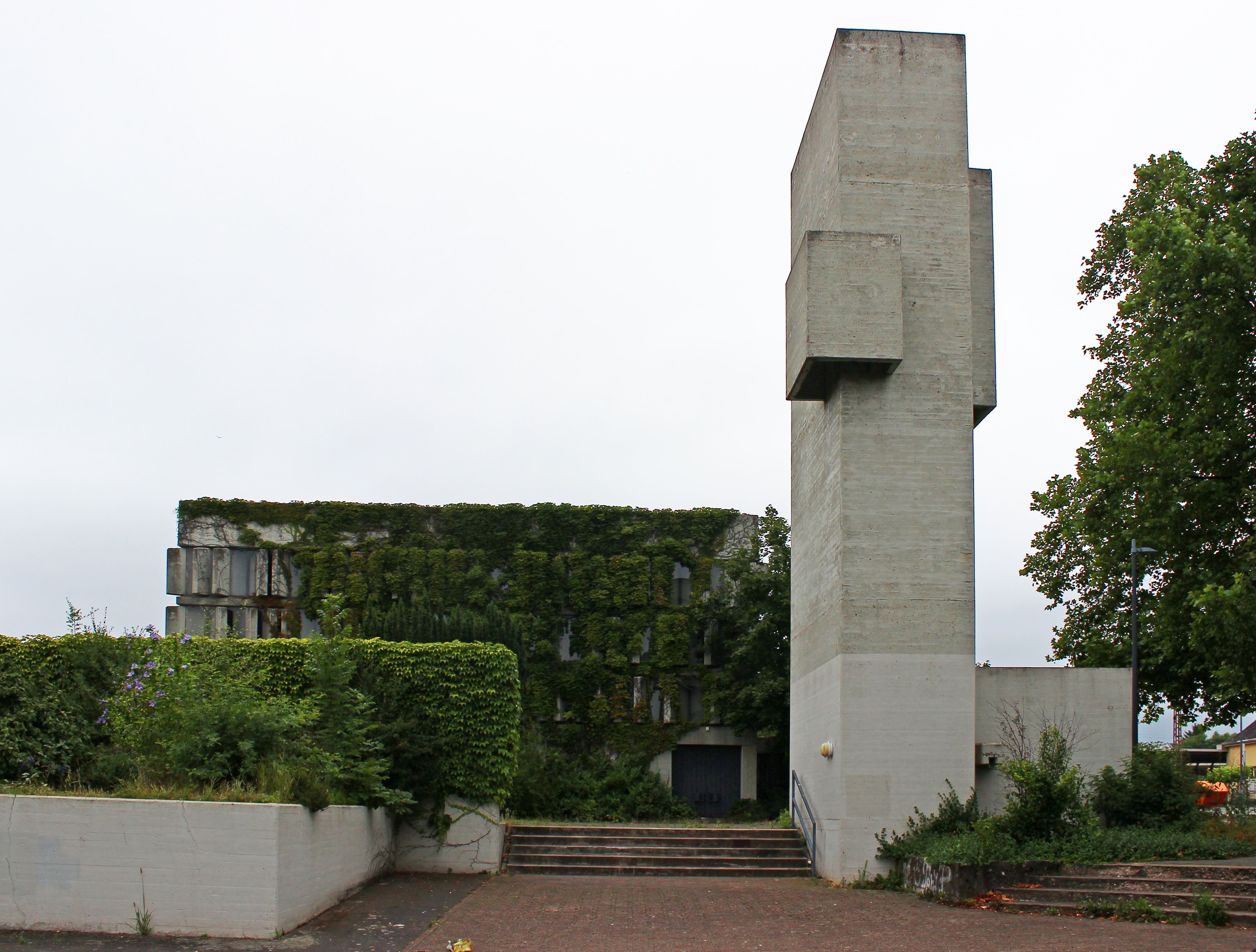
Kirche mit Glockenturm Christkönig in Saarlouis-Roden

- 1966: Gemeindezentrum Christkönig, Saarlouis-Roden[5][6][1]

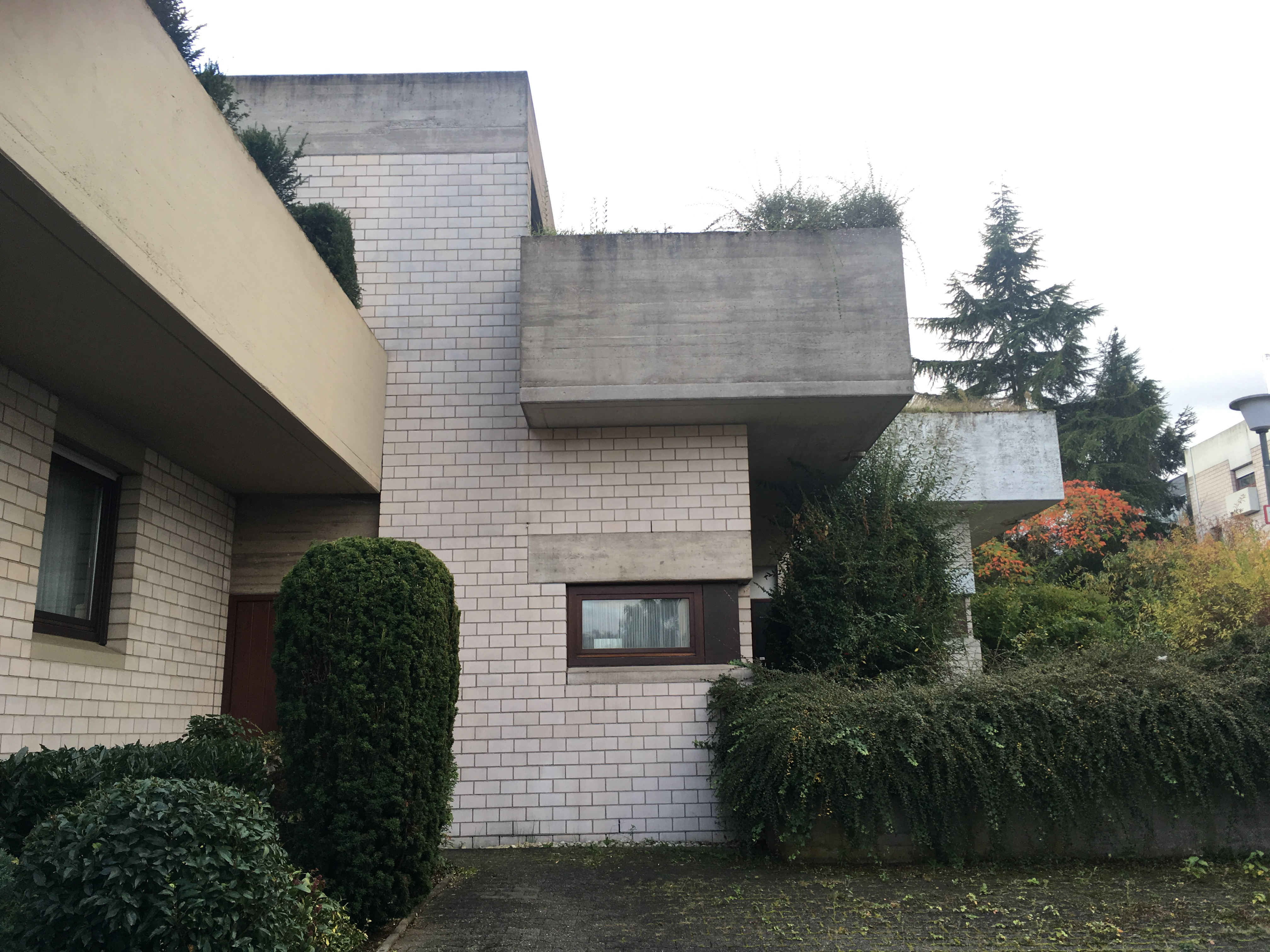
Wohnsiedlung Auf der Hill in Trier

- 1967: Wohnsiedlung „Auf der Hill“, Trier[7]Wohnsiedlung Auf der Hill in Trier1970 Pfarrkirche St. Hildegard, Koblenz-Horchheim
- 1970: Gemeindezentrum Heilig-Kreuz, Saarbrücken
- 1970: Kindergarten St. Maternus, Trier-Heiligkreuz
- 1971: Verwaltungsgebäude der Stadtwerke Trier[1]

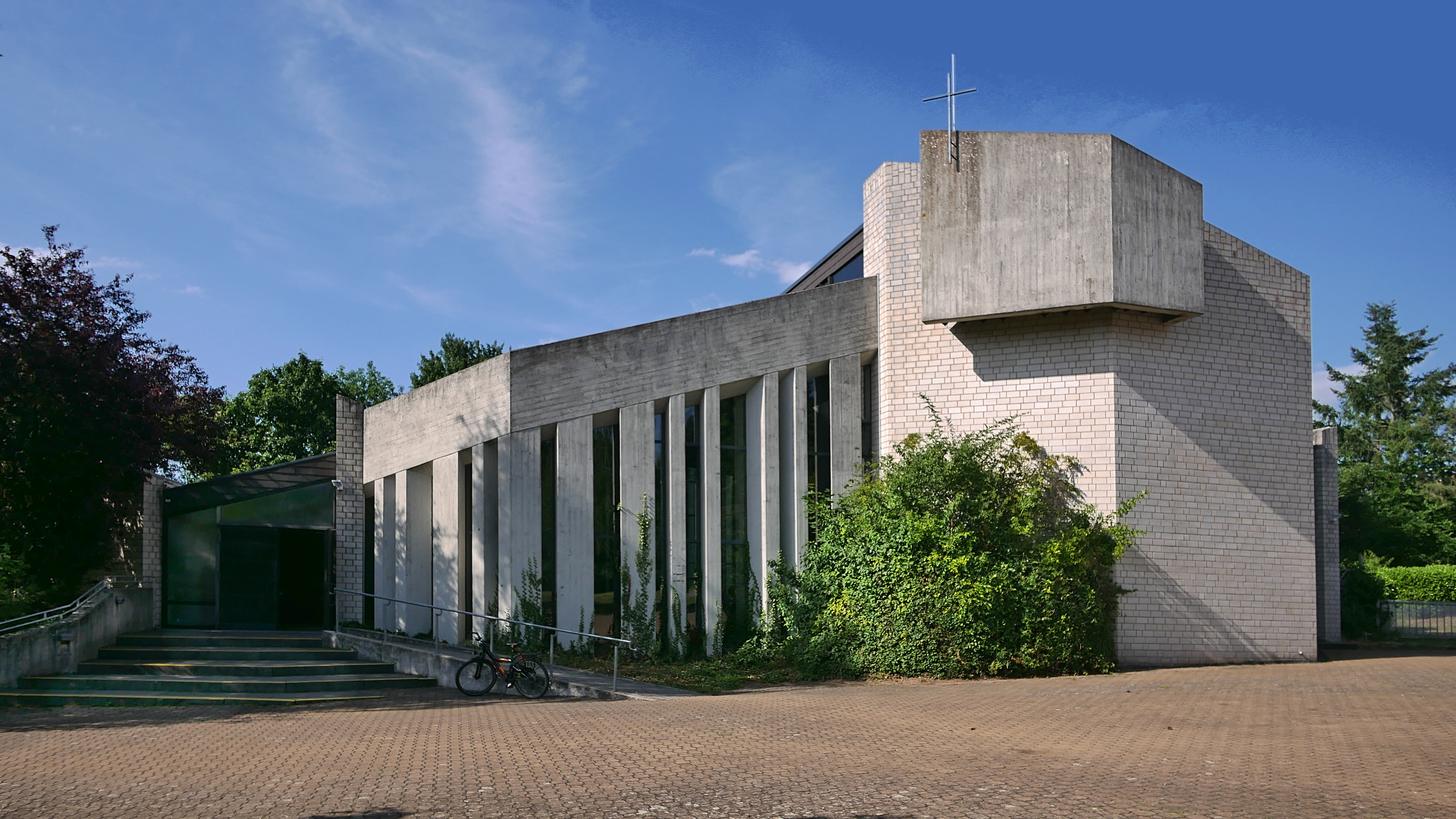
Kirchen- und Gemeindezentrum St. Maternus in Trier-Heiligkreuz

- 1974: Pfarrzentrum St. Maternus, Trier-Heiligkreuz[1]
- 1974: Gemeindezentrum Wixhausen, Darmstadt
- 1976: Clubhaus der Tennisgesellschaft Trier
- 1977: Gemeindezentrum Zeppelinheim, Frankfurt am Main
- 1981: Fachbereichsgebäude Psychologie der Universität Trier[1]
- 1982: Kindergarten der Universität Trier
- 1982: Stadthalle Lebach
- 1982: Pfarrheim und Kindergarten, Lebach
- 1989: Pfarr- und Jugendheim (mit Paul Schuh), Remagen
- 1990: Gemeindezentrum (mit Paul Schuh), Ober-Eschbach